# Werner Immler
Werner Immler (* 7. Dezember 1882 in Weißenburg in Bayern als Werner Karl Franz Immler; † 10. Juni 1965 in Augsburg) war ein deutscher Flugzeugtechniker.

## Leben
Werner Immler wurde 1882 als Sohn des Landgerichtsrats Leopold Immler (1850–1893) und seiner Frau Thekla, geb. Schreiner (1860–1941), im Süden Mittelfrankens geboren. Nach dem Abitur am Augsburger Gymnasium bei St. Anna studierte er ab 1902 Mathematik und Physik in München und Berlin. Im Jahre 1908 erfolgte ein Staatsexamen sowie eine Anstellung als Lehrer am Realgymnasium in Augsburg. Er wechselte 1910 an die Staatliche Seefahrtschule in Elsfleth (Niedersachsen), zu dessen Leiter er 1914 und zu dessen Direktor er 1932 ernannt wurde. Während seiner Zeit in der Staatlichen Seefahrtschule unternahm er mehrere Weltreisen. Zudem hielt er ab 1926 an der Hindenburg-Akademie in Oldenburg Vorlesungen in Wirtschaftsgeographie. Ab 1928 wandte er sich der Luftfahrttechnik zu. 1935 wurde er Oberregierungsrat im Reichsluftfahrtministerium. Nach dem Zweiten Weltkrieg wurde er erneut Gymnasiallehrer am St.-Anna-Gymnasium in Augsburg. Er verstarb im Alter von 82 Jahren in Augsburg.

## Wirken
Immler verfasste mehrere Lehrbücher, Rechentafeln und Karten. Er verbesserte die Fähigkeiten des Kompasses, vereinfachte die astronomische Standlinienermittlung und die Anwendung geeigneter Kartenentwürfe und Funkpeilungen. 1931 wurde das Windmess- und Abtriftgerät Immler-Schily-Plath entwickelt. Er berechnete die Netze des als Consol bezeichneten Funkfeuers.
Von 1907 bis 1935 war Immler Mitglied der Deutschen Physikalischen Gesellschaft.

## Privates
Immler war lutherischen Glaubens. In Herrsching heiratete er 1912 Frieda, geb. von Wachter, (* 1888; † ?). Das Paar hatte einen Sohn und drei Töchter.